# Hruba și pendulul
„Hruba și pendulul” (în engleză The Pit and the Pendulum) este o povestire a scriitorului american Edgar Allan Poe. Ea a fost publicată în ediția din 1842 a almanahului literar anual The Gift: A Christmas and New Year's Present for 1843. Povestirea se referă la chinurile îndurate de un prizonier al Inchiziției spaniole, deși Poe ocolește faptele istorice. Naratorul din povestire își descrie experiența sa de torturare. Povestirea inspiră frică în rândul cititorilor din cauza concentrării sale asupra simțurilor, subliniind realitatea, spre deosebire de multe dintre povestirile lui Poe care sunt ajutate de supranatural. Sunt prezente elemente tradiționale din poveștile populare de groază de la acel timp, dar recepția critică este amestecată. Povestirea a fost adaptată pentru film în mai multe rânduri. 

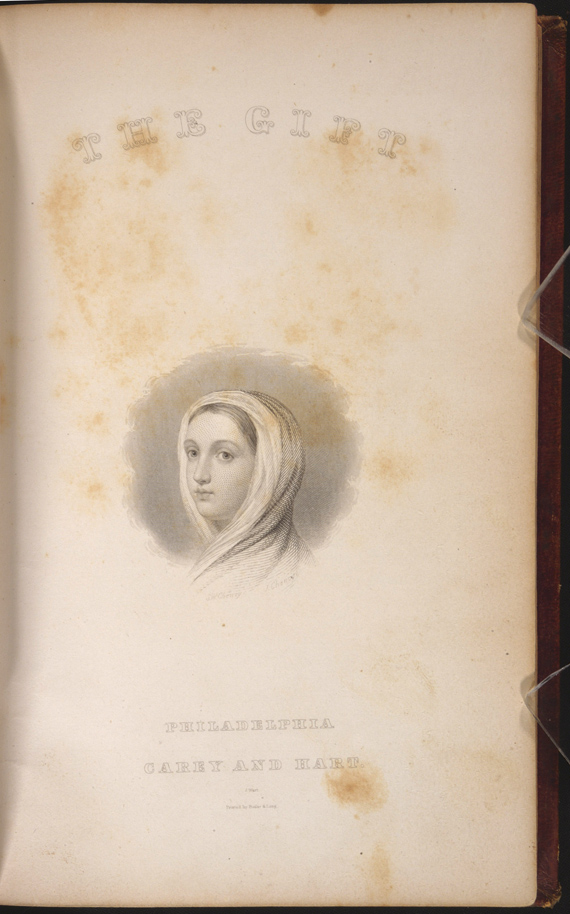
Prima apariţie în The Gift, Carey and Hart, Philadelphia, 1843.

## Rezumat
Povestirea are loc în timpul Inchiziției spaniole. La începutul povestirii, un narator nenumit este adus la judecată în fața mai multor judecători siniștri. Poe nu oferă nici o explicație cu privire la motivul arestării sau al judecării personajului. Înaintea sa se află șapte lumânări albe și înalte așezate pe o masă și, pe măsură ce se topesc, speranțele sale de supraviețuire se diminuează și ele. El este condamnat la moarte și se trezește într-o temniță neagră ca smoala. La început, prizonierul crede că este închis într-un mormânt, dar descoperă mai târziu că se află într-o celulă. El decide să exploreze celula prin plasarea unei bucăți din halat lângă un perete așa că pășește încet pentru a face înconjurul camerei; cu toate acestea, el leșină înainte de a fi capabil să măsoare tot perimetrul.
Când prizonierul se trezește, descoperă hrană și apă în apropiere. Se întoarce și încearcă să măsoare din nou temnița, aflând că perimetrul este de o sută de pași. Vrând să traverseze camera, alunecă pe tivul hainei sale. El descoperă că, dacă nu s-ar fi împiedicat, ar fi căzut într-o groapă adâncă cu apă în partea de jos, aflată în centrul celulei.
După ce și-a pierdut cunoștința din nou, naratorul descoperă că închisoarea este ușor iluminată și că a fost legat cu chingi de o placă de lemn. El se uită în sus și vede cu groază o imagine pictată Tatălui Timp pe tavan; de ea atârnă o coasă gigantică de forma unui pendul care se balansează încet înainte și înapoi. Pendulul alunecă inexorabil în jos și-l va ciopârți în cele din urmă. Cu toate acestea, omul condamnat reușește să atragă șobolanii care-i rod chingile pe care el le unsese anterior cu bucăți unsuroase de carne. Când pendulul ajunge la câțiva centimetri de inima lui, prizonierul rupe chingile și se eliberează, observând cum pendulul este tras înapoi spre tavan.
El vede apoi că zidurile au devenit roșu-fierbinți și au început să se miște spre interior, împingându-l spre centrul camerei și spre marginea gropii. Privind în groapă, el decide că nicio soartă nu ar putea fi mai rea decât să cadă în ea. Textul implică faptul că naratorul se teme de ceea ce vede în partea de jos a gropii sau poate că este speriat de adâncime. Cauza exactă a fricii lui nu este clară. Cu toate acestea, pe măsură ce naratorul se deplasează înspre groapă, el vede că zidurile roșu-fierbinți îl lasă fără niciun punct de sprijin. Pe măsură ce prizonierul este împins încet înspre groapă, începe să audî voci omenești. Pereții sunt trași repede înapoi și un braț îl prinde. Armata franceză condusă de generalul Antoine Lasalle ocupase orașul Toledo, iar Inchiziția încăpuse pe mâinile dușmanilor săi.

## Publicare și răspuns

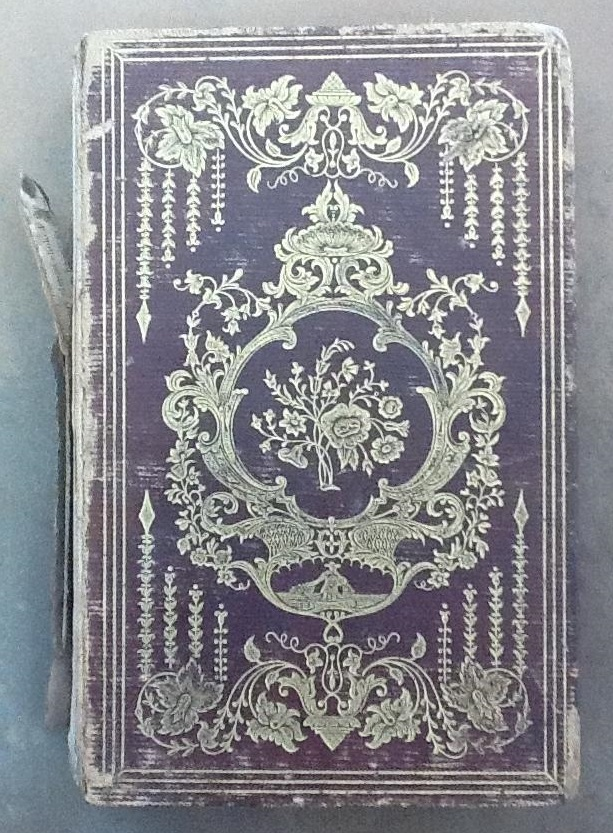
Coperta almanahului The Gift, Carey and Hart, Philadelphia, 1843.

„Hruba și pendulul” a fost inclusă în almanahul The Gift: A Christmas and New Year's Present pentru anul 1843, publicat de Carey & Hart. Ea a fost puțin revizuită la republicarea în ediția din 17 mai 1845 a periodicului Broadway Journal.
William Butler Yeats s-a manifestat în general critic față de Poe, numindu-l „vulgar”. Despre „Hruba și pendulul” în particular el a spus: „nu mi se pare a avea valoare literară permanentă de niciun fel... Analizați Hruba și pendulul și veți găsi un atac al spaimei fizice țipătoare asupra nervilor”.
Prima traducere în limba română a fost publicată anonim sub titlul „Puțul și pendula” în ziarul Independința, anul IV, 1861, nr. 17-21, aceasta fiind prima traducere în limba română a unei scrieri de E.A. Poe. Povestirea a fost tradusă apoi de I.M. Cotorobeș (publicată sub titlul „Groapa cu apă și pendulul” în ziarul Tribuna, anul VII, 1890, nr. 178-182), de „Șt. P.” (cel mai probabil Ștefan Petică) (inclusă sub titlul „Puțul și pendula” în volumul Nuvele extraordinare, editat în 1896 de Institutul de Editură Ralian și Ignat Samitca din Craiova, Biblioteca de popularizare Literatura, Știința, Arta, nr. 19) și de un anonim (publicată sub titlul „Puțul și pendula” în ziarul Lectura, anul I, 1907, nr. 7, pp. 431-441). 
O altă traducere a fost realizată de Ion Vinea și publicată sub titlul „Hruba și pendulul” în vol. Scrieri alese (vol. I), editat în 1963 de Editura pentru Literatură Universală din București, fiind reeditată și de alte edituri. Povestirea a fost tradusă apoi de Liviu Cotrău și publicată sub titlul „Puțul și pendulul” în volumul Masca Morții Roșii: schițe, nuvele, povestiri (1831-1842), editat în 2012 de Editura Polirom din Iași.

## Aspecte istorice
Poe nu face nici o încercare de a descrie cu precizie operațiunile Inchiziției spaniole și ocolește în mod considerabil premizele istorice din această povestire. Salvatorii sunt conduși de generalul napoleonian Lasalle (care nu a fost, însă, la comanda trupelor franceze care au ocupat Toledo) și plasează acțiunea în timpul Războiului Peninsular, la trecerea a câtorva secole după epoca de apogeu a Inchiziției spaniole și într-un timp când aceasta își pierduse o mare parte din puterea sa. Torturile elaborate din această povestire nu au paralele istorice în activitatea Inchiziției spaniole din orice secol, nemaivorbind de secolul al XIX-lea. Inchiziția a fost, însă, desființată în timpul perioadei de ocupație franceză (1808-1813).
Poe plasează un epigraf latin înaintea povestirii, descriindu-l ca „un catren scris pentru porțile pieței ce urma să fie amenajată la Paris pe locul unde a fost Clubul Iacobinilor”. Epigraful nu a fost invenția lui Poe; o astfel de inscripție a fost menționată, nu mai târziu de 1803, ca fiind compusă cu intenția (eventual ironică) de a fi amplasată pe acel loc, și a apărut, fără a fi atribuită cuiva, ca un element trivial în Southern Literary Messenger din 1836, un periodic la care a contribuit Poe. Nu se spune, totuși, că piața nu a fost construită niciodată așa cum se intenționa. Charles Baudelaire, un cunoscut scriitor francez care a tradus operele lui Poe în limba franceză și care a fost inspirat în mare parte de el, a spus că clădirea de pe locul vechiului club al iacobinilor nu are porți și, prin urmare, nicio inscripție.

## Analiză
„Hruba și pendulul” este un studiu al efectului terorii exercitate asupra naratorului, începând cu linia de deschidere care sugerează că el suferea deja de teama de moarte („Eram istovit - acea lungă agonie mă istovise de moarte”) și, la scurt timp după aceea, el își pierde cunoștința la auzul pedepsei cu moartea. Această anxietate îi este ironică cititorului, care știe de supraviețuirea implicită a naratorului: textul se referă la judecătorii îmbrăcați în negru având buzele „mai albe decât foaia de hârtie pe care aștern aceste cuvinte”, arătând că el însuși scrie povestea după ce evenimentele s-au întâmplat. Ceea ce face povestirea deosebit de eficientă în evocarea terorii este lipsa sa de elemente supranaturale; acțiunea care are loc este reală și nu imaginată. „Realitatea” povestirii este consolidată prin concentrarea lui Poe pe senzații: temnița este lipsită de aer și neiluminată, naratorul este supus la foame și la sete, prin celulă mișună șobolani, pereții sunt din metal roșu-fierbinte și, desigur, pendulul ascuțit care amenință să-l taie pe narator. Naratorul prezintă lama cea mai mare prin intermediul sunetului, deoarece pendulul „șuieră” în timpul balansului. Poe subliniază în continuare acest lucru prin cuvinte ca „încetare”, „coasă”, „semilună”, „sabie” și diferite forme de consonanțe literare. „Hruba și pendulul” poate fi considerată o repovestire serioasă a satiricei „A Predicament”. În acea povestire, o „coasă” similară retează încet (și comic) capul naratorului. Această acțiune a fost reimaginată cu un pendul pregătit să taie felii pieptul naratorului.